# 本·古德傑
本·古德杰（英語：Ben Goodger），出生于英国伦敦，軟體工程師，曾受雇於网景公司和Mozilla基金会，领导开发了Firefox網頁浏览器。
古德杰在新西兰的奥克兰长大，2003年5月毕业于奥克兰大学，获得计算机科学学士学位。目前他居住在加利福尼亚州的洛思阿圖斯山丘，是Google公司的员工，正领导开发Google Chrome。